# Ludovic Lacay
Ludovic « Sir Cuts » Lacay, né le 12 septembre 1985 à Tarbes, est un ancien joueur de poker professionnel français. Il a remporté un titre EPT à Saint Remo en 2012.

## Biographie
Ludovic Lacay a étudié le droit des affaires.
Avant de jouer au poker, Ludovic jouait de façon assidue à Counter Strike en équipe sur internet.
Il commence à jouer au poker en ligne à 19 ans, très vite il se passionne pour le jeu. Il se décrit comme un joueur agressif qui aime mettre la pression sur ses adversaires.
En 2007, après deux années à se constituer une bankroll, il se lance sur le circuit international où il est repéré par Winamax, qui décide de lui donner sa chance avec un contrat de sponsoring, ce qui va lui permettre de disputer l’ensemble des tournois du circuit.
Il est l'objet de 2 reportages "Dans la tête d'un pro" réalisé par son sponsor, lors du Partouche Poker Tour en 2011 à Cannes, et lors de l'European Poker Tour en 2012 à Deauville.
En 2014, après 7 ans de poker à haut niveau, il quitte le circuit et intègre une start-up londonienne dans le milieu de la santé,.

## Résultats majeurs en tournoi live
| Tournoi                      | Date                        | Droit d'entrée  | Participants | Place | Gains     |
| ---------------------------- | --------------------------- | --------------- | ------------ | ----- | --------- |
| WPT Barcelone                | 11-16 octobre 2007          | 7 500 €         | 226          | 2e    | 295 200 € |
| EPT Varsovie                 | 15-19 novembre 2008         | 5 400 €         | 217          | 8e    | 32 843 €  |
| Barrière Poker Tour Toulouse | 8 mars 2009                 | 1 500 €         | 85           | 1e    | 40 000 €  |
| EPT-Grand Final              | 28 avril-3 mai 2009         | 10 000 €        | 935          | 21e   | 52 000 €  |
| Main Event WSOP              | 3 juillet - 15 juillet 2009 | 10 000 $        | 6494         | 16e   | 500 557 $ |
| WPT Marrakech                | 16 -18 octobre 2009         | 4 500 $         | 416          | 3e    | 242 833 $ |
| WSOP Heads Up Championship   | 18 -20 juin 2010            | 10 000 $        | 256          | 8e    | 94 956 $  |
| WSOP PLO Championship        | 01-3 juillet 2010           | 10 000 $        | 346          | 4e    | 262 208 $ |
| Finale Partouche Poker Tour  | 12-17 septembre 2011        | 8 500 €         | 579          | 11e   | 70 000 €  |
| EPT San Remo                 | 5-11 octobre 2012           | 5 000 € + 300 € | 797          | 1e    | 744 910 € |
| World Series of Poker Europe | 17 octobre 2013             | 3 000 € + 250 € | 127          | 2e    | 87 317 €  |

En octobre 2018, son total de gain cumulé en tournoi atteint 3,2 millions de dollars. Et il est toujours classé 10e de la France All Time Money List.

## Style de jeu
Ludovic Lacay est considéré comme un joueur plutôt agressif, bien que n'hésitant pas à changer de rythme au cours des parties. C'est un spécialiste du "méta-game", une stratégie consistant à beaucoup analyser les joueurs, deviner des "tells", et parler avec eux afin d'acquérir des informations sur leurs jeux. Son excellente lecture des cartes adverses, et sa technique d'analyse lui permettent d'imposer une pression à la table et de remporter beaucoup de coup en bluff.